# Кјорано (Ријети)
Кјорано је насеље у Италији у округу Ријети, региону Лацио.
Према процени из 2011. у насељу је живело 56 становника. Насеље се налази на надморској висини од 134 м.